# Amanhã (telejornal)
O Amanhã foi um telejornal noturno produzido e exibido pela TV Globo, na segunda metade da decada de 1970. Editado por Fábio Castilho e Fábbio Perez, estreou em 19 de maio de 1975, sob o comando de Carlos Campbell  e Márcia Mendes, substituindo o Jornal Internacional, trazendo uma proposta ousada em termos de linguagem, rompendo com algumas convenções do telejornalismo tradicional, sendo de certa forma parecido com o Jornal de Vanguarda. O Amanhã ia ao ar às 22h40, em edição nacional. Ficou no ar até 30 de março de 1979, quando foi substituído pela segunda fase do Jornal da Globo.

## História

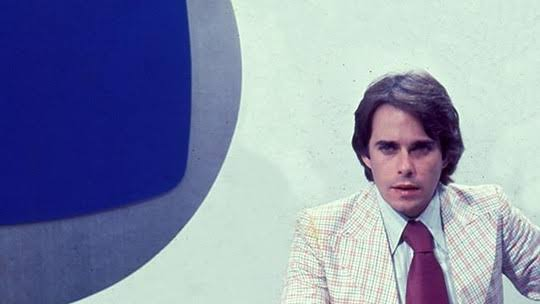
Carlos Campbell no estúdio do Amanhã

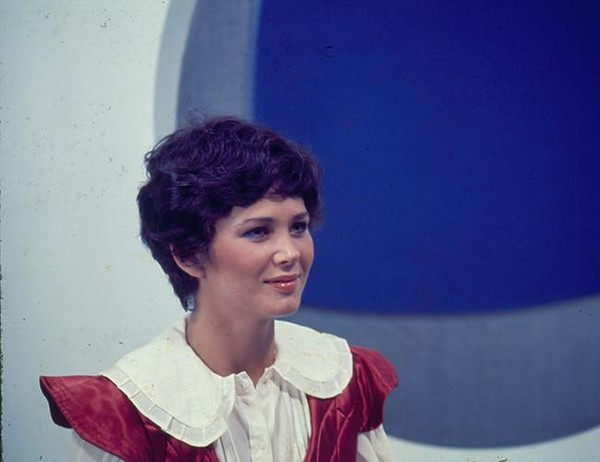
Márcia Mendes no estúdio do Amanhã

O Amanhã estreiou em 19 de maio de 1975, às 22:40h, sob o comando de Márcia Mendes e Carlos Campbell, de segunda à sexta. A proposta era de um telejornal moderno para os padrões da época, trazendo uma linguagem de diálogo entre os apresentadores. O cenário, com banquetas de acrílico transparentes e a posição das câmeras, com ângulos que permitissem a visualização dos âncoras em um único plano também foram algumas das novidades. As novidades do Amanhã passaram a ser aplicadas em outros programas jornalísticos com o passar do tempo. 
O telejornal era dividido em três blocos, abordando assuntos considerados polêmicos, com a exibição de reportagens em formato de seriado. Dois quadros do telejornal ganharam notoriedade, o Notícias de Gente e Frases do Dia. Em 08 de maio de 1976, o Amanhã ganha mais tempo no ar e passou a ser exibido por 30 minutos, além de ser exibido em novo horário, às 23:30h. O cenário também sofreu alterações, como a substituição das banquetas de acrílico transparentes por módulos de aço mais resistentes.
Em entrevista ao Memória Globo, um dos editores do Amanhã, o jornalista Ronan Soares, afirmou que o telejornal exibia manchetes que, frequentemente, não iam ao ar no Jornal Nacional, que tratavam de assuntos mais críticos, sendo mais propícios à censura do Regime Militar.

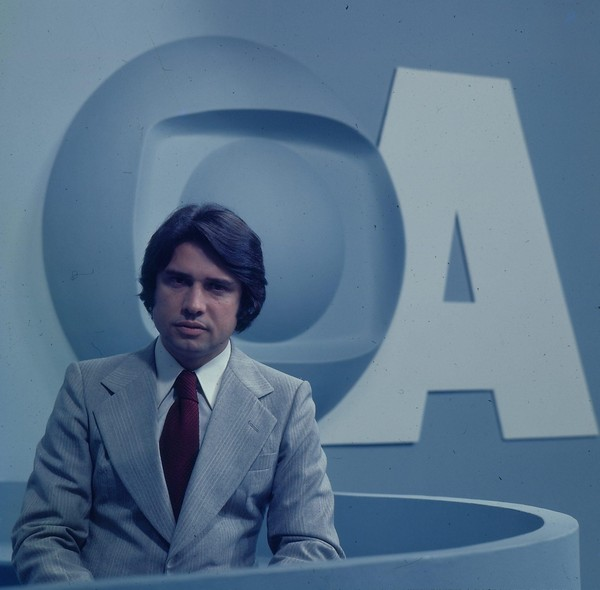
Sérgio Chapelin no estúdio do Amanhã, em 1977

Em 1977, a dupla Márcia Mendes e Carlos Campbell eram deslocados para o Fantástico. No lugar de Márcia e Carlos, Sérgio Chapelin foi escalado para assumir o Amanhã. Com a mudança , o telejornal passou a ser exibido mais cedo, às 22:35h. Chapelin ficou no telejornal até ser substituído por Leda Nagle, em 1979.
A última edição do Amanhã foi exibida em 30 de março de 1979, quando foi substituído pelo Jornal da Globo, que retornava ao ar depois de dez anos.
Ao longo de sua exibição, o Amanhã contou com a participação de correspondentes internacionais, com destaques para Lucas Mendes, em Nova York; Sandra Passarinho, em Londres; e Roberto D'Ávila, em Paris, com reportagens produzidas e enviadas para o Brasil via satélite.

## Apresentadores
- Márcia Mendes (1975-1977)
- Carlos Campbell (1975-1977)
- Sérgio Chapelin (1977-1979)
- Leda Nagle (1979)

## Musica-tema
A música de abertura " Karn Evil 9 3rd Impression é do álbum “ Brain Salad and Surgery “ Emerson, Lake & Palmer